# Junge
Junge is een nummer van de Duitse punkrockband Die Ärzte uit 2007. Het is de eerste single van hun elfde studioalbum Jazz ist anders.
Het nummer gaat over tieners die kritiek en afwijzing ervaren, en voor alles verantwoordelijk worden gehouden. De coupletten van het nummer zijn rustig en akoestisch, terwijl het refrein een stuk ruiger, krachtiger en meer uptempo is. "Junge" werd een grote hit in het Duitse taalgebied, en wist de nummer 1-positie te behalen in Duitsland. In het Nederlandse taalgebied deed het nummer niets in de hitlijsten.